# Titularbistum Nova Barbara
Nova Barbara (ital.: Novabarbara) ist ein Titularbistum der römisch-katholischen Kirche.
Die in Nordafrika gelegene Stadt war ein alter römischer Bischofssitz, der im 7. Jahrhundert mit der islamischen Expansion unterging. Er lag in der römischen Provinz Numidien.
| Titularbischöfe von Nova Barbara |                                |                                                     |                   |                    |
| Nr.                              | Name                           | Amt                                                 | von               | bis                |
| 1                                | Basil Christopher Butler OSB   | Weihbischof in Westminster (Vereinigtes Königreich) | 29. November 1966 | 21. September 1986 |
| 2                                | Jorge Ferreira da Costa Ortiga | Weihbischof in Braga (Portugal)                     | 9. November 1987  | 5. Juni 1999       |
| 3                                | Guillermo Ortiz Mondragón      | Weihbischof in Mexiko (Mexiko)                      | 29. Januar 2000   | 19. Oktober 2005   |
| 4                                | Stephen Tjephe                 | Weihbischof in Loikaw (Myanmar)                     | 19. Juni 2009     | 15. November 2014  |
| 5                                | Alberto Vera Aréjula OdeM      | Weihbischof in Xai-Xai (Mosambik)                   | 30. März 2015     | 25. April 2018     |
| 6                                | Paul Toshihiro Sakai           | Weihbischof in Osaka (Japan)                        | 2. Juni 2018      |                    |